# Жилибулацький сільський округ
Жилибула́цький сільський округ (каз. Жылыбұлақ ауылдық округі, рос. Жылыбулакский сельский округ) — адміністративна одиниця у складі Щербактинського району Павлодарської області Казахстану. Адміністративний центр — село Хмельницьке.
Населення — 2219 осіб (2021; 2440 у 2009, 3670 у 1999, 5254 у 1989).
Станом на 1989 рік існували Жилбулацька сільська рада (села Жилбулак, Кольбулак, Коскудук), Карабідайська сільська рада (села Мар'яновка, Сахновка) та Хмельницька сільська рада (села 20-е Отділення, Маралди, Хмельницьке, селище Роз'їзд 127), село Іриновка перебувало у складі Тетяновської сільради, село Сахновка перебувало у складі Карабідайської сільської ради. Село Кольбулак станом на 1999 та 2009 роки перебувало у складі Хмельницького сільського округу, 2017 року передане до складу Жилибулацького сільського округу. Село Іриновка та селище Роз'їзд 127 були ліквідовані 2000 року, село Отділення 2 — 2004 року. 2013 року село Сахновка із ліквідованого Карабідайського сільського округу було передане до складу Тетяновського сільського округу, а 2017 року — вже до складу Жилибулацького округу. Село Коскудук було ліквідовано 2017 року. 2019 року до складу округу була включена територія ліквідованого Хмельницького сільського округу (село Хмельницьке, селище Маралди) і перенесено центр до села Хмельницьке.

## Склад
До складу округу входять такі населені пункти:
| Населений пункт               | Старі назви    | Населення, осіб (1989) | Населення, осіб (1999) | Населення, осіб (2009) | Населення, осіб (2021) |
| ----------------------------- | -------------- | ---------------------- | ---------------------- | ---------------------- | ---------------------- |
| Жилибулак, село               | Жилбулак       | 1003                   | 615                    | 356                    | 410                    |
| Кольбулак, село               | -              | 102                    | 129                    | 132                    | 111                    |
| Коскудук, село                | -              | 168                    | 79                     | 65                     | -                      |
| Маралди, станційне селище     | -              | 663                    | 551                    | 441                    | 458                    |
| Отділення 2, село             | 20-е Отділення | 134                    | 61                     | -                      | -                      |
| Роз'їзд 127, станційне селище | -              | 2                      | -                      | -                      | -                      |
| Сахновка, село                | -              | 1328                   | 856                    | 329                    | 175                    |
| Хмельницьке, село             | -              | 1854                   | 1379                   | 1117                   | 1065                   |